# Cuisine chypriote

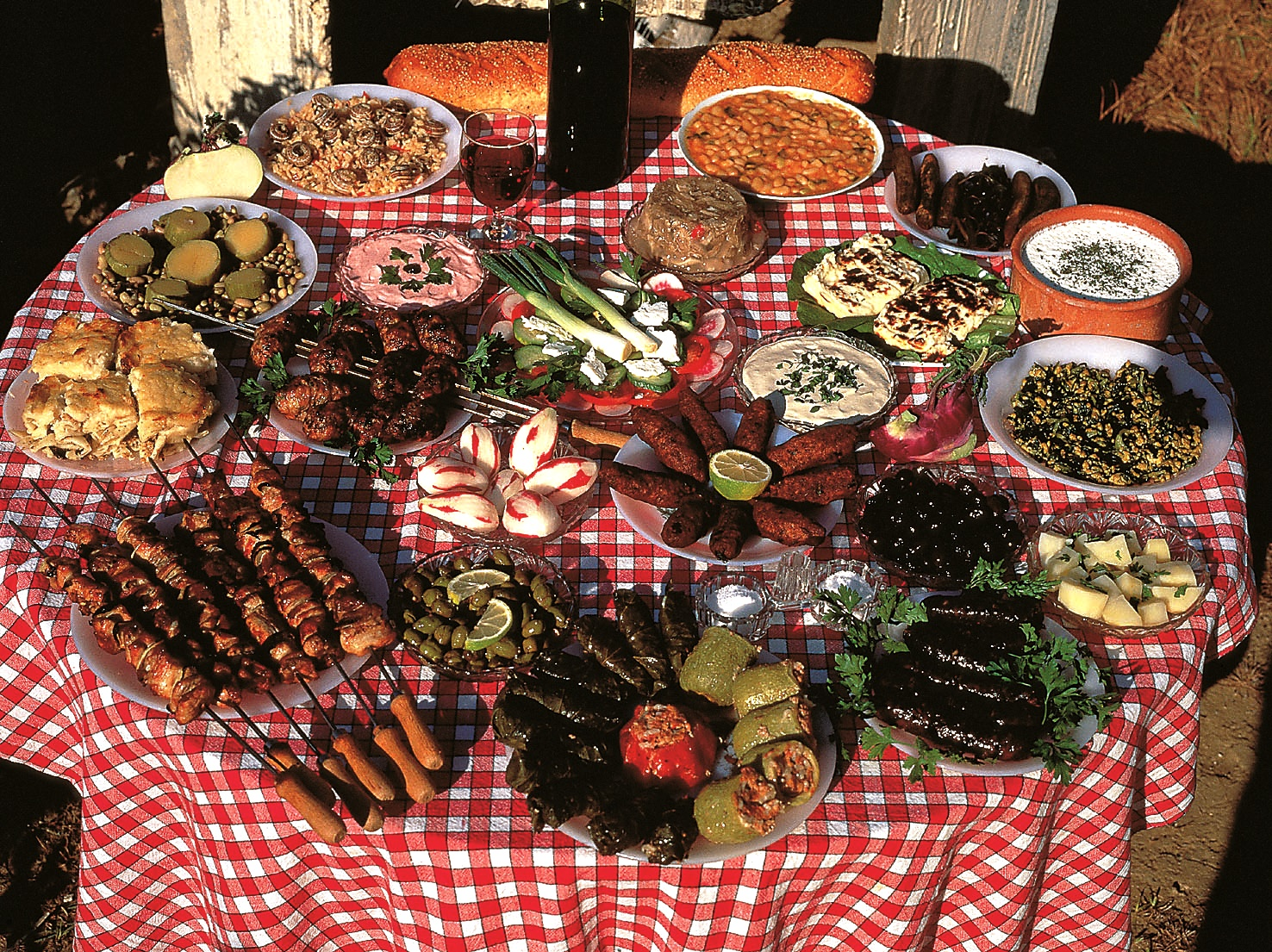
Un assortiment de mets et vins chypriotes.

La cuisine chypriote est la cuisine pratiquée sur l'île de Chypre, dans les deux États qui la composent : la république de Chypre et la république turque de Chypre du Nord. De type méditerranéen, elle est relativement proche de la cuisine grecque et de la cuisine turque. Comme elles, la cuisine chypriote comprend des influences orientales (cuisine byzantine et ottomane), mais également des influences d'Europe continentale (cuisines française, italienne et catalane). Elle est ainsi fréquemment apparentée à la cuisine du Moyen-Orient.

## Ingrédients et condiments
Les ingrédients les plus utilisés dans la cuisine chypriote sont des légumes verts comme les courgettes, les poivrons, le gombo, les haricots verts, les artichauts, les carottes, les tomates, les concombres, la laitue et les feuilles de vigne, ainsi que des légumes secs comme les haricots (pour la fasoláda notamment), les cornilles, les pois, les pois chiches, les fèves et les lentilles.
Les fruits et les noix les plus consommés sont ceux cultivés habituellement dans les régions au climat méditerranéen : les poires, les pommes, les raisins, les oranges, les mandarines, les nectarines, les baies de néflier, les mûres, les cerises, les fraises, les figues, les pastèques, les melons, les avocats, les citrons, les pistaches, les amandes, les châtaignes, les noix et les noisettes.
Les herbes et épices les plus utilisés dans la cuisine chypriote sont le poivre, le persil, la roquette, le céleri, la coriandre fraîche, le thym et l'origan. Traditionnellement, la plupart des plats sont parfumés au cumin (artisha) ou à la coriandre, nommée kolyandro à Chypre. La menthe est également un élément utilisé dans de nombreux plats : étant donné qu'elle pousse très facilement, les Chypriotes l'utilisent notamment pour aromatiser des plats à base de viande. Par exemple, la version chypriote du pastítsio (macaronia tou fournou) contient très peu de tomates en comparaison avec la recette grecque, mais beaucoup plus de menthe. Les keftedes, des boulettes de viande assimilées aux keftas, sont très souvent entourées de feuilles de menthe pour procurer un contraste avec la viande. Quant à la coriandre, elle est utilisée dans les salades, le pain aux olives, la tarte aux épinards (spanakópita) et d'autres pâtisseries. Dans d'autres régions de l'île, elle sert à parfumer des plats chauds, notamment ceux à base de tomate, comme la yiachnista.

## Gastronomie

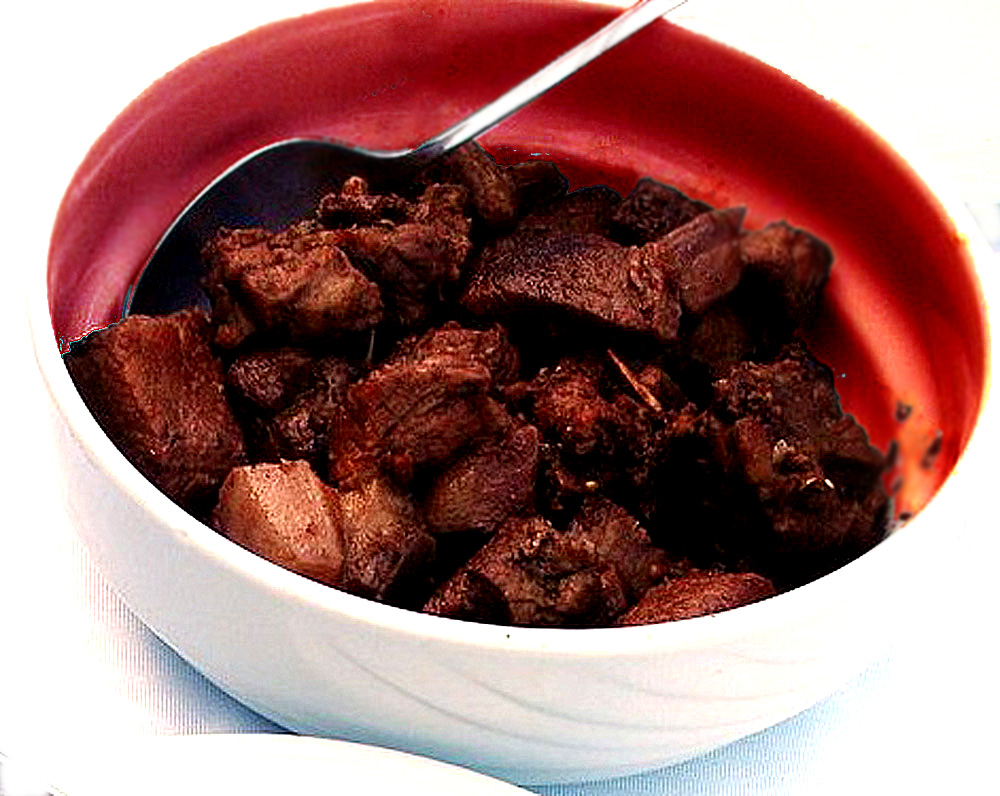
Afélia.

La cuisine chypriote est riche et variée et comprend des apports de la cuisine grecque et turque. La grande spécialité de l'île est le mezze (hors-d'œuvre variés), emblématique de la gastronomie levantine. Il comporte entre une quinzaine et une trentaine de mets présentés sur des petites assiettes et servis avec du vin rouge. Ce vin est le compagnon parfait de cet ensemble de mets, véritable repas complet, servi dans chaque taverne des villages de montagne.
Une autre spécialité incontournable est l'afélia, fait à base de filet de porc, mariné dans du vin rouge, avec des graines de coriandre, et cuit à l'étouffé dans de l'huile d'olive. Il s'accompagne soit du même vin qui a servi à la marinade, soit de vin blanc.
C'est une cuisine naturelle, issue des produits de la terre, où on retrouve la moussaka, le koupepia ou dolma (feuilles de vigne farcies), le kebab, le halloumi (fromage), le daktyla (en) (dessert aux amandes) et le yaourt à la menthe. D'une façon générale, le four et le barbecue sont les éléments utilisés quotidiennement dans la cuisine chypriote, ainsi que les épices et les herbes (sauge, coriandre, mélisse, cannelle, muscade), qui la rendent très savoureuse et aromatique. En outre, les vins locaux produits autour de Limassol se marient parfaitement avec la plupart des mets. Par exemple, les vins blancs accompagnent les poissons et les fruits de mer.